# Limosina curvitarsis
Limosina curvitarsis är en tvåvingeart som först beskrevs av Oswald Duda 1925.  Limosina curvitarsis ingår i släktet Limosina och familjen hoppflugor. Inga underarter finns listade i Catalogue of Life.